# درب العوالم (فلم)
درب العوالم  فيلم دراما للمخرج ناصر حسين عام 1994 عن قصة وحوار صموئيل توفيق  وكتب السيناريو المخرج ناصر حسين. الفيلم من بطولة محمود الجندي، حنان شوقي، نجوى فؤاد، إبراهيم نصر، وميمي جمال  وتدور الأحداث حول حارة شعبية تضم فرق متعددة للعوالم والراقصات والتنافس القائم بينهم وظهور مطرب شاب كان هجر الحي منذ سنوات ويعود لإقناعهم بهدم بيوتهم لبناء مسرح كبير يعمل عليه كل فنانيين الحارة.
صدر الفيلم إلى دور العرض في 20 يونيو 1994.
منح موقع قاعدة بيانات الأفلام العربية "السينما.كوم" الفيلم درجة 5.8/ 10.

## طاقم التمثيل
محمود الجندي: في دور عباس (مطرب في حارة درب العوالم)
نجوى فؤاد: في دور الأسطى جليلة (صاحبة فرقة العوالم والراقصات)
حنان شوقي: في دور بدرية (ابنة شقيقة الأسطى جليلة)
إبراهيم نصر: في دور مغاوري (الملحن)
ميمي جمال: في دور الأسطى عدلات (صاحبة فرقة العوالم والراقصات)
عثمان الحمامصي: في دور الدكش
ميمي سالم: في دور نوسة
أمل إبراهيم: في دور زكية (العالمة)
سعيدة جلال: في دور لواحظ
كوثر رمزي: في دور شغالة في فرقة الأسطى جليلة
محمد أبو حشيش: في دور المعلم عطوة
خالد الأمير: في دور مطرب
بالاشتراك مع: حلمي عبد الوهاب – مجدي عبد الحليم – عبد المنعم النمر – عبد الفتاح دوابة – سعيد مصطفى – عادل قطب – إبراهيم صابر – ماجدة بركات

## ملخص أحداث الفيلم
تدور الأحداث في أربعينيات القرن العشرين، في حارة درب العوالم، حيث تقيم الاسطى جليلة (نجوى فؤاد) وفرقتها المكونة من بعض الراقصات وابنة شقيقتها الشابة بدرية (حنان شوقي)، وزوجها الملحن مغاوري (إبراهيم نصر). تتنافس الأسطى عدلات (ميمي جمال) مع جليلة ولكنهم يحبون بعضهم وهم دائما في منافسة شريفة. يلتقي الدكش (عثمان الحمامصي) مع المطرب الشاب عباس (محمود الجندي)، وهو أحد مطربي الحارة الذي هجرها منذ زمن طويل ويحلم ببناء مسرح كبير في الحي يستوعب كافة الفنانيين المقيمين هناك، ويتفق معه الدكش على إقناع أهل الحي بأن منازلهم آيلة للسقوط وذلك بغرض هدم المباني القديمة، وتظهر فكرة عباس متوافقة مع طلب أحد الباشوات من الدكش أن يحقق له هدفه من الاستيلاء على أرض هذه المنطقة بشرائها من أهلها وتحويلها إلى مشروع خاص بالباشا. بعد عدة مشاجرات ومشاحنات يكتشف عباس وأهل الحي أن الدكش يكذب عليهم ويعرفون حقيقة المؤامرة. يتحد السكان مع عباس للدفاع عن حارتهم والتصدى للدكش الذي ينتهي أمره بين أيدي رجال الشرطة.

## وصلات خارجية
- مقالات تستعمل روابط فنية بلا صلة مع ويكي بيانات
- درب العوالم على موقع الدهليز
- درب العوالم على موقع كاروهات